# Перунь
Перунь (рос. Перунь) — присілок Бокситогорського району Ленінградської області Росії. Входить до складу Забор'євського сільського поселення.
Населення — 1 особа (2012 рік). 